# Traumlandpark
Koordinaten: 51° 37′ 12″ N, 6° 58′ 21″ O
Der Traumlandpark war ein Freizeitpark im Bottroper Stadtteil Kirchhellen-Feldhausen, auf dessen Gelände sich heute der Movie Park Germany befindet.

## Charakter

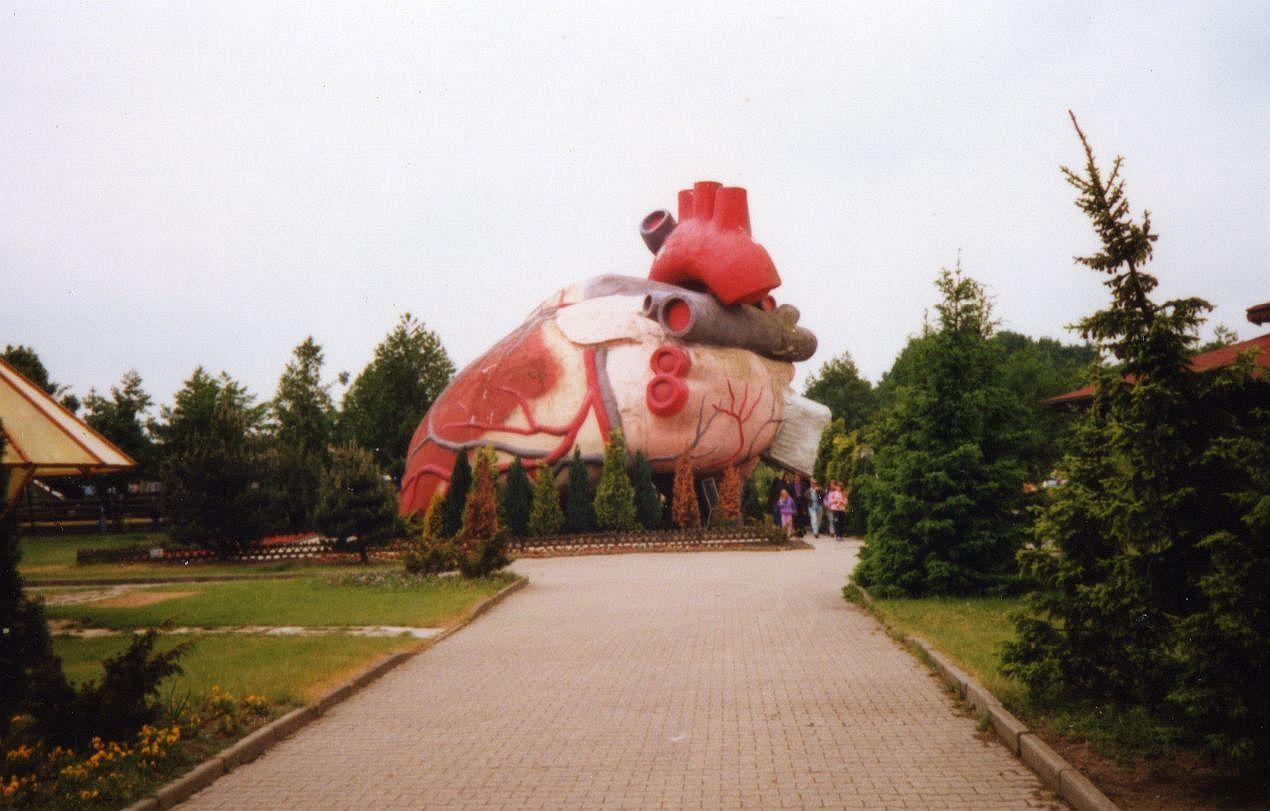
Begehbares Herz im Traumlandpark, 1990

Der Traumlandpark ging aus dem Kirchhellener Märchenwald (Eröffnung: 7. Juli 1967) hervor. Er bestand von 1977 bis 1991.
Die Attraktionen des Traumlandparks waren Europas größtes Dinosaurier-Freilichtmuseum (ein Gelände mit lebensgroßen Dinosaurier-Attrappen, siehe auch Saurierpark), die Achterbahn Super-Spirale und das Begehbare Herz (das größte Herz der Welt, Errichtung wenige Jahre vor Schließung des Parks). Zudem gab es 1979 das damals neue 180-Grad-Kino Cinema 180, auch genannt Cinema 2000. Bis zur Aufgabe des Parks 1991 fuhr auf einem kurzen Abschnitt seit 1981 die Museums-Straßenbahn. Die beiden Wagen, teilweise Baujahr 1921, stammten von der Vestischen.
Der Traumlandpark wurde am 19. Mai 1977 durch Lena Valaitis eröffnet, jedoch aufgrund finanzieller Probleme (Verschuldung von 22 Millionen DM) 1986 verkauft.
Im gleichen Jahr wurde er als Das Neue Traumland wiedereröffnet. Auch den neuen Betreibern blieb ausreichender Erfolg verwehrt. Somit schloss der Park am 31. August 1991 endgültig.

## Nachfolger
Die Bavaria Film eröffnete 1992 an gleicher Stelle nach einer weitreichenden Umgestaltung den Bavaria Film Park. Anders als die konzeptuell ähnliche Bavaria Filmstadt am Konzernsitz in Geiselgasteig bei München schloss diese Dependance mangels Publikumsinteresse schon zum Saisonende 1994.
Im Jahr 1996 eröffnete dort die Warner Bros. Movie World, die seit 2005 unter dem Namen Movie Park Germany geführt wird, nachdem sich der zwischenzeitliche Betreiber Six Flags, der den Park von Warner Bros. übernommen hatte, aus Europa zurückgezogen hat.

## Achterbahnen
| Name             | Typ                | Hersteller  | Eröffnung               | Schließung |
| ---------------- | ------------------ | ----------- | ----------------------- | ---------- |
| Alpenblitz       | Powered Coaster    | Schwarzkopf | 1986                    | 1986       |
| Black Hole       | Dunkelachterbahn   | Zierer      | 1989                    | 1989       |
| Blauer Enzian    | Powered Coaster    | Mack Rides  | 1987                    | 1991       |
| Marienkäferbahn  | Familienachterbahn | Zierer      | 1979                    | 1985       |
| Super Spirale    | Loopingachterbahn  | Vekoma      | 1979                    | 1986       |
| Traumlandbahn    | Stahlachterbahn    | Zierer      | 1983                    | 1983       |
| Vierer-Bob       | Stahlachterbahn    | Schwarzkopf | 1987                    | 1991       |
| unbekannter Name | Stahlachterbahn    | unbekannt   | vermutlich nie eröffnet |            |